# 尼禄的火炬
《尼禄的火炬》（波蘭語：Pochodnie Nerona）又名《基督教的烛台》（Świeczniki chrześcijaństwa），是波兰艺术家亨利克·希米拉德斯基的一幅画作，绘于1876年。 
画作描绘公元64年皇帝尼禄统治期间，一群早期基督徒殉道者即将被活活烧死，他们被指控是罗马大火的肇事者。来自许多不同社会阶层的人，包括皇帝本人，都在场观看在金宫面前发生的焚烧。画作是基于苏埃托尼乌斯和塔西陀的描述。 值得注意的是，囚犯脚上的标牌，列出了他们被指控的罪行，并绘有亵渎神明的涂鸦。
这幅画于1876年首次在罗马的圣路加学院展出，然后在欧洲各地巡回展出，中途停留维也纳、慕尼黑、布拉格、利沃夫、柏林、圣彼得堡、波兹南、巴黎和伦敦。它受到学院艺术大师的好评，如漢斯·馬卡特和勞倫斯·阿爾瑪-塔德瑪。 希米拉德斯基处理人体美的做法 一直是画家和有争议的艺术理论家斯坦尼斯瓦夫·威基奇斯批评的对象，他反对历史现实主义，尤其是扬·马泰伊科的不朽艺术。
1879年10月3日，在约泽夫·伊格纳齐·克拉谢夫斯基主办的周年庆祝舞会上，希米拉德斯基宣布将《尼禄的火炬》作为礼物赠送给刚成立的克拉科夫国家博物馆。 这幅画陈列在克拉科夫中央集市广场，专门展示19世纪波兰艺术的文艺复兴风格的纺织会馆博物馆（1978年列为联合国教科文组织世界遗产）的希米拉德斯基厅。